# Chiesa di San Nicolò Vescovo (Prato alla Drava)
La chiesa di San Nicolò Vescovo è la parrocchiale di Prato alla Drava, frazione di San Candido, in provincia di Bolzano e diocesi di Bolzano-Bressanone.

## Storia
È accertato che a Prato alla Drava fu edificata una cappella nel XII secolo. L'attuale chiesa venne costruita all'inizio del XVI secolo e consacrata nel 1507. L'edificio fu successivamente restaurato in epoca barocca. Nel 1684 la chiesa divenne curaziale, dipendente dalla parrocchiale di Sillian, oggi in Austria, per poi diventare parrocchiale nel 1891.

## Descrizione
Opere di pregio conservate all'interno della chiesa sono gli affreschi raffiguranti la Coronazione di Maria e la  leggenda di San Nicolò Vescovo, risalenti al 1505; ottocenteschi e barocchi sono gli altari, i confessionali e il pulpito.